# Rumanowy Mnich

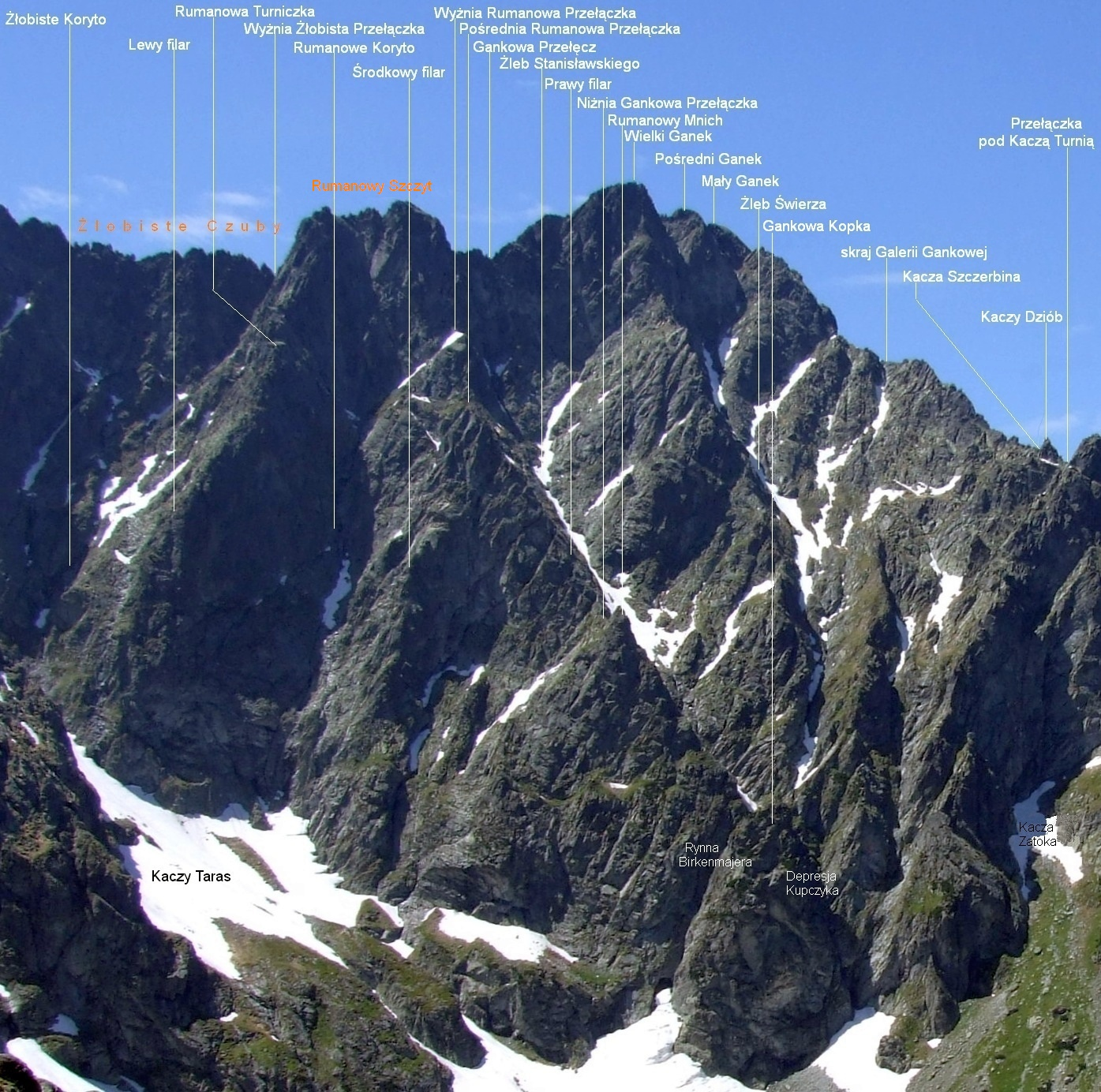

Rumanowy Mnich (ok. 2030 m) – turniczka w prawym filarze Rumanowego Szczytu w Dolinie Kaczej w słowackich Tatrach Wysokich. Znajduje się w środkowej części tego filara, tuż powyżej Niżniego Rumanowego Przechodu. Na Kaczy Taras opada z niego ściana o wysokości około 230 m. Jej prawa część tworzy lewe (patrząc od dołu) ograniczenie Rynny Birkenmajera. W jej środku są dwa wiszące trawniki. Północno-zachodnia ściana Rumanowego Mnicha bardzo stromo opada do Żlebu Stanisławskiego oddzielającego Rumanowy Szczyt od Ganku. Szczytowa grań Rumanowego Mnicha tworzy ostre żebro.
Nazwę turniczki utworzył Władysław Cywiński w 2012 r.

## Drogi wspinaczkowe
1. Prawym filarem; na filarze II w skali tatrzańskiej, na dojściu do filara od II do V (w zależności od wariantu), czas przejścia 5–9 godz.
2. Prawą częścią ściany Rumanowego Mnicha; V, A2, 2 dni
3. Środkiem ściany Rumanowego Mnicha i prawym filarem; IV+, A2, 2 dni
4. Ścianą Kaczego Tarasu, Rumanowego Mnicha i górną częścią prawego filara (droga Kopolda); VII+, M6, 13 godz.[1]